# Eric Martin
Eric Martin (Long Island, Nova Iorque, 10 de outubro, 1960) é um cantor americano, mais conhecido por ser o vocalista da banda americana Mr. Big. Eric também cantou no projeto do guitarrista japonês Tak Matsumoto, chamado Tak Matsumoto Group. Em 2013, Eric foi convidado para cantar no novo projeto do Avantasia, intitulado The Mystery of Time.

## Primeiros anos
Eric é filho de Frederick Lee "Pepper" Martin e Iris Martin. Ele tem três irmãos mais novos Dan, Joan e Laurie, e é meio irlandês, meio italiano.
Musicalmente, Eric Martin foi influenciado pela primeira vez por seu pai, Frederick Lee "Pepper" Martin. Pepper Martin tinha um show como baterista da banda "The Buzz". Este primeiro show seria na verdade uma abertura de Sérgio Mendes, um artista de jazz / R & B de renome nos anos 70 e 80.
Martin foi baterista só por um tempo. Percebendo que a sua personalidade se encaixam melhor, ele optou pela posição de homem / vocalista frente nos próximos bandas em que ele esteve  Ele tocou em um punhado de grupos de rock adolescente como "SF Bloodshy "e" Backhome "enquanto participava High school Southside em Southside, Alabama. Ele também fazia parte de uma banda chamada "Stark Raving Mad" (que também incluiu o futuro  Winger guitarrista /  tecladista  Paul Taylor) em Santa Rosa, Califórnia.
Durante as férias de verão em 1974, Martin se juntou a um Workshop de Comédia Musical realizado em High school Southside em Southside. Ele fez o teste para o papel de Judas, mas não fez o papel. Em vez disso, ele foi o substituto.
Martin credita o aprimoramento da sua voz a sua professora, Judy Davis. Ela ensinou-lhe dicção, resistência e controle da respiração.
A família Martin finalmente se estabeleceu na área da Baía de São Francisco por volta de 1976. Martin participou Monte High School e se encontrou com alguns dos caras que iria acompanhá-lo em seu primeiro empreendimento de sucesso - a banda "Kid coragem". Kid Coragem abriu para AC/DC para dois shows na Bay Area, que eram, na verdade, primeiros shows do AC / DC 's na América. 

## Influências musicais
Eric sempre foi capaz de cantar ou rock, soul, ou mesmo música country.  Ele cresceu ouvindo tanto Soul como ícones do rock nos anos 70, como
Otis Redding, Paul Rodgers, The Beatles, The Rolling Stones, Lynyrd Skynyrd,
Edgar Winter,  Livre e  Humble Pie.  When he was about 13 to 15 years old, while living in Italy, he was introduced musically to different artists under Motown Records and Stax/Volt Records.
Quando tinha cerca de 13 a 15 anos, enquanto vivia na Itália, ele foi apresentado  musicalmente a diferentes artistas em [[]] Motown Records e Stax / Volt Records. 

## 415/Eric Martin Band (1978-1985)
Eric decidiu viver de forma independente com a idade de 18 anos. Seu primeiro emprego foi vender sorvete. 
A grande chance que ele precisava veio quando John Nymann, guitarrista da banda "Mile Hi", ligou e perguntou se ele gostaria de formar uma nova banda juntos. Os dois se conheciam desde a mais tempo, uma vez que suas bandas anteriores (Mile Hi e Kid Courage) tinham jogado juntos no Jardim Mabuhay na Broadway. Foi combinado que John Nymann e Eric Martin reuniriam pessoas de ambas as suas bandas anteriores e formariam um novo grupo chamado 415 - era o código de área para área de San Francisco Bay, nome escolhido já que todos os membros da banda eram desta área <nome ref. = "patrickrossi1" />
A 415 foi formada no final de 1979. Ela marcou o início da carreira de Eric Martin como vocalista. Eric diz: "415 fizeram centenas de shows em boates área, festas de cerveja, mesmo do ensino médio e danças faculdade antes de, eventualmente, ser a atração principal do clube na noite de estréia do São Francisco -. Antigo Waldorf. As estradas foram todas vendidas com antecedência, a notícia nossos shows ao vivo rapidamente se espalhou sobre e  em breve estávamos abrindo para artistas estabelecidos, como Billy Squier, Hall & Oates, Rick Springfield, Molly Hatchet, Marshall Tucker Band e  Foreigner, para citar alguns Eventualmente, sem ainda ser assinado um contrato de gravação, nós tocamos na frente de 60.000 fãs no Estádio Oakland em . Bill Graham 's Dias sobre o Livro Verde Concert ". A banda tornou-se uma atração popular local, ao mesmo tempo que continuou sem um contrato assinado.
415 mais tarde assinou contrato com  Elektra / Asylum Records sob a gestão de Walter "Herbie" Herbert e Sandy Einstein, os quais já trabalhavam e produziam para o   Journey. A administração decidiu mudar o nome da banda para o "Eric Martin Band" (EMB), já que na época era comum as bandas terem os nomes dos vocalistas.  EMB estreou o seu primeiro álbum em 1983, intitulado  Sucker for a Pretty Face'.' O LP recebeu um disco de ouro (certificação?) E, conseqüentemente, levou à aparição da banda em American Bandstand e em turnês de arena diversas, como o ato de abertura para os gostos de ZZ Top, [ [Night Ranger]] e  Journey.  Em uma das entrevistas, Eric menciona que "trabalhou milhares de shows em clubes, a “Frat festas em casa”, [ [Bill Graham (promotor) | Bill Graham]]  e concertos, abrindo para qualquer um e todos " Uma das performances mais aclamados da banda foi uma turnê solo em 1983, realizada em Honolulu, Havaí.. Mas, apesar de continuar a pousar shows de alto nível como o apoio de algumas das bandas mais populares da época, a banda decidiu se separar em 1985, após o retornar da ZZ Top turnê.

## Carreira solo depois da Eric Martin Banda (1985-1988)
Após o dissolução, Martin continuou envolvendo-se em diversas gravações e shows. Ele contribuiu para a faixa " I Can't Stop the Fire " da trilha sonora do filme  Professores, bem como " These Are the Good Times " e " Eyes Of The World "do filme Iron Eagle
Em 1985, Eric Martin lançou um álbum auto-intitulado -. Eric Martin - que foi seguido mais tarde, em 1987, por um novo álbum chamado  I’m Only Fooling Myself . Estes álbuns solo demonstram a voz nobre e única de Eric e letras sinceras. Este último, I’m Only Fooling Myself , foi relançado em 2008 pela Rock Candy Records. O referido álbum é uma compilação de músicas escritas por pessoas como Myles Hunter, John Waite, e toda uma série de outros compositores estabelecidos. Ele também incluiu principais músicos da Costa Oeste, como os bateristas  Mike Baird (que trabalhou com Rick Springfield e Journey) e [[]] Mickey Curry (com Bryan Adams e Hall and Oates) e os guitarristas Richie Zito, Tim Pierce, Michael Landau, e Rick Nowells.
A compilação dos dois álbuns solo estão disponíveis no Soul Sessions - The Capitol Years CD. Na sua tenra idade, Eric também tinha sido convidado para um teste para várias bandas icônicas dos anos 70 dos anos 80, como  Van Halen,  Toto, e Rainbow.

## Mr. Big 1988-2002
Em 1988, Martin iria juntar-se a Billy Sheehan, Pat Torpey e Paul Gilbert para formar Mr. Big - um dos poucos supergrupos tão exaltados que realmente combinaram sucesso com a longevidade . Mr. Big forjou seu lugar na história do hard rock, combinando marca  "retalhamento". Musicalidade com harmonicos vocais impressionantes A reputação dos artistas gerou interesse imediato particularmente entre colegas músicos , e a banda assinou contrato com a Atlantic Records em 1989. No mesmo ano, eles lançaram um álbum auto-intitulado, Mr. Big, que recebeu o sucesso comercial e de crítica em os EUA e Japão. Em Junho de 1990, o grupo saiu em turnê pela América com a banda canadense  do Rush.
Foi o segundo álbum do Mr. Big em 1991, Lean Into It, que proporcionou um grande avanço para a banda. O álbum contou com duas baladas que eles estabeleceram como um sucesso comercial: ". To Be with You" (música número um em 15 países) e "Just Take My Heart"  O álbum impulsionou Mr. Big a enormes recordes de vendas internacionais. Também continha canções de rock que permaneceram populares por vários anos. O lançamento do Lean Into It foi seguido por uma turnê britânica em abril e maio do mesmo ano, apoiado por bandas The Throbs and Heartland.
Outra turnê britânica seguiu antes de o quarteto lançar o Mr. Live, álbum de 1992 e começar a trabalhar em um terceiro álbum a ser lançado em 1993. Como atração principal ao vivo em todo o Reino Unido em dezembro, com Forgodsake como suporte, a banda separou-se especialmente a partir desta data para tocar como atração de  apoio para três noites do Aerosmith, stand na Wembley Arena de Londres, com ingressos esgotados.
Em 1993, outra balada do novo álbum de Mr. Big Bump Ahead subiu para o top 10 das paradas - um cover de Cat Stevens "Wild World". Embora a banda não tenha conseguido manter o sucesso comercial nos EUA, a sua popularidade no Japão continuava a subir (resultando em inúmeros shows esgotados e álbuns ao vivo no Japão como Raw Like Sushi I ' 'Raw Like Sushi II,  Japandemonium., Mr. Big in Japan, etc)
Enquanto no Mr. Big, Martin também estava envolvido em outros projetos paralelos. Em 1995, Martin foi o vocalista da Power Rangers Orchestra, que também contou com Guns 'N' Roses membro Matt Sorum. Sua versão de "Go Go Power Rangers" foi destaque em Mighty Morphin Power Rangers: The Movie.
Em 1996, no momento em que um novo álbum de Mr. Big emergiu (intitulado Hey Man), o grupo conseguiu ganhar uma sequência estável em novos mercados como a Tailândia e Coréia do Sul. No entanto, a mudança de atitudes em relação ao Hard Rock e o tratamento da mídia sobre as chamadas "Hair Bands" dos anos 80 (ver Glam metal) significa que as vendas eram pobres na América e na Europa, fazendo com que o grupo abandonasse quaisquer planos que possam ter tido para excursionar em qualquer lugar que não seja o Extremo Oriente.
O album do grupo, Live At Budokan, foi outro lançamento ao vivo destinado apenas para o mercado japonês. Até o momento em que  Live At Budokan apareceu o grupo havia sido colocado no gelo, os membros da banda se tornaram mais envolvidos em outros projetos. Após vários anos de gravação contínua e da turnê, a banda fez uma pausa muito necessária.
O terceiro álbum solo de Eric, Somewhere in the Middle foi escrito durante o hiato de dois anos de Mr. Big. O CD foi concluído em 1998 e lançado no Japão, Sudeste da Ásia e da Europa. As vendas japonesas fortes levou a uma turnê no outono de 1998. Eric pensou que seria divertido ter alguns dos caras de sua antiga banda, 415, juntos novamente e re-experimentar um pouco da química daqueles os primeiros dias. A recém re-unida EMB fez turnê no Japão e Eric, re-energizado,  enfeitou o palco em vários clubes de sua cidade natal na Área da Baía de San Francisco. Fãs incrivelmente dedicados voaram do Japão, da Europa e da costa leste para assistir Eric cantar.
Após a reagrupar-se para gravar um quinto álbum de estúdio, Paul Gilbert anunciou sua decisão de deixar a banda e o novo guitarrista, Richie Kotzen foi adicionado à programação. Em 1998, Eric também gravou a canção "I Love the Way You Love Me" em Atlantic Records, e foi lançado como uma faixa solo.
A nova line-up do Mr. Big Lançou  Get Over It em Setembro de 1999 no Japão.  Get Over It rendeu a canção "Superfantastic", um hit número um no Japão, que foi multi-platina. Ele provou ser o maior lançamento de venda do Atlântico nesse território. Mr. Big fez uma em uma turnê no Japão, seguido por um empolgante show de véspera de ano novo em 1999 com Aerosmith no Osaka Dome em Osaka.  Get Over It foi lançado nos EUA em 21 de março de 2000, seguido por uma curta temporada no clube "Roxy", na Califórnia.
Indo para o verão de 2001, Martin e o resto dos caras do Mr. Big lançaram seu próximo trabalhoActual Size no Japão e no resto da Ásia. O CD ficou em  terceiro lugar nas paradas e "Shine", o primeiro single do álbum foi número um. A canção também foi usada como tema de encerramento para a série de animação, Hellsing'.
Embora os fãs saudassem o novo álbum, outra notícia viria como um choque. Muita tensão tinha recentemente surgido entre Billy Sheehan e os outros membros, e isso levou a um rompimento da banda. Apesar de ser uma banda multi-milhões de recorde de vendas, os membros do Mr. Big cerrou os dentes para uma turnê de despedida do Japão e da Ásia em 2002, como parte de um contrato que eles foram obrigados a cumprir.
A carreira de Eric Martin como parte de Mr. Big estendeu por mais de uma década. A banda tinha desfrutado grande sucesso com o lançamento de seis álbuns de estúdio, singles de sucesso numerosas e seis CDs ao vivo mais vendidos. Todos, as vendas mundiais combinadas superou a marca de sete milhões.

## Álbuns solo e projetos após Mr. Big 2002-2004
Entre promover e se preparar para "turnê de despedida" do Mr. Big em 2002, Martin continuou a gravar músicas para seu quarto álbum solo. Ele prometeu um retorno às suas "raízes do rawk" e ele definitivamente fez com " I’m Goin’ Sane", que foi lançado na Ásia, Europa e EUA no final de 2002. Após o sucesso de uma turnê no Japão, uma aparição no Europeu " Gods Festival" e uma turnê em 23 cidade dos EUA, Martin decidiu voltar ao estúdio para gravar "Pure", um EP que cobre seus hits em uma despojada  forma acústica.
Em 2002, durante o fim do Mr. Big, Eric se casou com Denise, que foi baterista de sua banda de carreira solo por algum tempo.
Em 2003, Martin contribuiu com sua versão de "Cheer Up" para o lançamento japonês Sincerely  2 - álbum Mariya Takeuchi Song Book. Ele também chamou a atenção fora de suas atividades individuais prioritárias, retratando o personagem "Mr. Niko" para uma excursão em 2004 - "Genius"  Em Busca de O Pequeno Príncipe. 
Mais tarde, Martin iria gravar outro álbum intitulado Destroy All Monsters, que seria então lançado no Japão, Europa, EUA e América do Sul em 2004. O som do álbum é algo Eric chama de "pop distorcida", com foco em suas raízes do rock. Naquele mesmo ano, Eric não pode de promover o álbum, tanto quanto ele queria, devido a uma chamada da maior estrela da guitarra no Japão, Tak Matsumoto.

## Tak Matsumoto Grupo 2004
A banda de Tak, B'z já vendeu mais de 80 milhões de discos e segue com sucesso há mais de 20 anos no Japão. Tak decidiu montar uma banda de rock chamada Tak Matsumoto Grupo, ou TMG, com seus artistas favoritos, o que inclui Eric nos vocais, Jack Blades (Night Ranger / Damn Yankees) no baixo e Chris Frasier (Steve Vai / Edgar Winter / Eddie Money) na bateria, e, claro, Tak na guitarra. Eles passaram quatro meses escrevendo e gravando um álbum em Los Angeles, fizeram uma turnê promocional de 10 dias no Japão, rapidamente seguido por um álbum de platina e uma turnê de julho a setembro, terminando no famoso “15.000 lugares” do Japão ,  Budokan a turnê japonesa para TMG teve a inclusão da canção  "To Be With You" do Mr. Big no set list.
TMG estava entre as cinco principais bandas melodicrock durante esse tempo, mas as excursões da banda já não iam além do Japão.
Durante o mesmo ano TMG estava em obras, Eric e Denise também estavam esperando gêmeos. À luz disto, Eric decidiu ficar quieto por algum tempo.

## Projetos entre 2004-2007
De 2004 a 2007, Martin estave envolvido em vários projetos, permanecendo perto de casa. A coleção mais completa de suas obras está disponível no site oficial de Eric Martin. Seus projetos incluíram cantar músicas em álbuns de diferentes compositores / artistas, cantando para os jogos de karaokê, jogos de vídeo e comerciais de TV, e juntando-se concertos beneficentes durante todo o ano.
Martin escreveu e gravou a música tema para o Pride Fighting Championships, que foi uma grande organização de artes marciais mistas. A canção, "The Last Man Standing" estreou  Véspera de Ano Novo 2006 em pay-per-view para milhões de telespectadores.
Martin também escreveu e gravou uma canção para a lenda da guitarra Ronnie Montrose 's CD, 10x10. Ele canta junto com outros nove cantores, incluindo Sammy Hagar, Edgar Winter, Davey Pattison e Mark Farner. O 10x10 álbum despertou o interesse no desempenho vocal de Eric e ele foi convidado para cantar a música clássica, "Guitar Man", com Ronnie Montrose, Denny Carmasi e Ricky Phillips para levar para o Festival de Cinema de Sundance.
Martin também compôs e executou uma canção chamada "Fly" para o comercial de cerveja Asahi Super Dry no Japão. É acompanhado por um vídeo da música que está disponível no Youtube.com

### Álbuns
- Sucker For A Pretty Face (1983)
- Eric Martin (1985)
- I'm Only Fooling Myself (1985)
- Iron Eagle Original Soundtrack (1986) "These Are The Good Times" (na trilha sonora) e "Eyes Of The World" (no filme, mas não na trilha sonora)
- Soul Sessions - The Capitol Years (1987)
- Somewhere In The Middle (1998)
- I'm Goin' Sane (2002)
- Pure (2003)
- Destroy All Monsters (2004)
- Mr. Vocalist (2008)
- Mr. Vocalist 2 (2009)
- Mr. Vocalist 3 (2010)
- Mr.Vocalist X'mas (2010)
- Mr. Rock Vocalist (2012)

#### Compilações
- Soul Sessions: The Capitol Years (1987)
- Love Is Alive: Works of 1985-2010 (2010)
- Mr. Vocalist Best (2010)

### Com o Mr. Big
- Mr. Big (1989)
- Lean into It (1991)
- Bump Ahead (1993)
- Hey Man (1996)
- Get Over It (1999)
- Actual Size (2001)
- What If... (2011)
- The Stories We Could Tell (2014)
- Defying Gravity (2017)

### Com O Tak Matsumoto Group
- TMG I (2004)

### Participações Especiais
- Michael Bolton - The Hunger (1987)
- Signal - Loud & Clear (1989)
- Todd Rundgren - Nearly Human (1989)
- Europe - Prisoners in Paradise (1991; co-writer of "All or Nothing")
- Laura Branigan - Over My Heart (1993; co-writer of "Over My Heart")
- Sammy Hagar - Marching to Mars (1997)
- Mogg/Way - Edge of the World (1997)
- Lebocat - Flo's Barbershop (2002)
- Harry Hess - Just Another Day (2003)
- Mariya Takeuchi - Sincerely, Vol. 2: Mariya Takeuchi Song Book (2003)
- Various artists - Genius: A Rock Opera, Episode 2: In Search of the Little Prince (2004; as "Mr. Niko")
- Richie Zito's Avalon - Avalon (2006)
- Various artists - Genius: A Rock Opera, Episode 3: The Final Surprise  (2007; as "Mr. Niko")
- Ted Nugent - Love Grenade (2007)
- T-Square - 33 (2007)
- Jun Senoue - The Works (2009)
- Pushking - The World as We Love It (2011)
- Avantasia - The Mystery of Time (2013)
- Avantasia - Moonglow (2019)

### Participações em álbuns tributo
- Various artists - Working Man: A Tribute to Rush (1996)
- Various artists - Siam Shade Tribute (2010)
- Various artists - Mister Bolin’s Late Night Revival (2011)
- Various artists - Sin-Atra (2011)
- Various artists - Working Class Dogs: A Tribute to Rick Springfield (2012)
- Various artists - L'Arc~en~Ciel Tribute (2012)

### Participações em Faixas
- Teachers Original Soundtrack (1984)
- Iron Eagle Original Soundtrack (1986)
- Mighty Morphin Power Rangers Original Soundtrack (1995)
- Daytona USA Circuit Edition Original Soundtrack (1997)
- Pride FC theme song "Last Man Standing" (2006)